# Abadía de Reynistaðar
La Abadía de Reynistaðar (en islandés: Reynistaðarklaustur) fue un monasterio católico de monjas de la Orden de San Benito en Islandia, activo desde 1295 hasta 1562, cuando fue clausurado durante la reforma protestante. Fue uno de los nueve monasterios en la isla, y junto a la Abadía de Kirkjubæjar, el segundo para monjas. Se encontraba emplazado en Skagafjörður, y estaba bajo la autoridad del obispo de Hólar.
Cuando el jarl Gissur Þorvaldsson murió en 1268, cedió sus propiedades en Reynistaðar a la Iglesia católica, para crear una comunidad religiosa. Pasaron tres décadas antes que sucediese eso, cuando el obispo Jörundur Þorsteinsson junto a Hallbera Þorsteinsdóttir, más tarde abadesa, y un número de mujeres ricas, tomaron la iniciativa para fundar finalmente el convento. Algunas de las sucesoras de Hallbera fueron Guðný Helgadóttir, Oddbjörg Jónsdóttir, Ingibjörg Örnólfsdóttir, Þórunn Ormsdóttir, Þóra Finnsdóttir, y Agnes Jónsdóttir. El convento fue en decadencia tras la muerte negra que asoló Islandia, y durante bastantes años no hubo abadesa presente.
La última abadesa de Reynistaðar fue Solveig Rafnsdóttir. Las tierras y propiedades del monasterio fueron confiscadas durante la introducción del protestantismo, y Solveig perdió su autoridad. No obstante, las pocas monjas que permanecieron en la abadía se les permitió seguir viviendo de por vida.